# Dysschema capella
Dysschema capella là một loài bướm đêm thuộc phân họ Arctiinae, họ Erebidae.